# Liste der Biografien/Mig
Liste der Biografien |
Portal Biografien |
Personensuche
# |
A |
B |
C |
D |
E |
F |
G |
H |
I |
J |
K |
L |
M |
N |
O |
P |
Q |
R |
S |
T |
U |
V |
W |
X |
Y |
Z |
?
 
Ma |
Mb |
Mc |
Md |
Me |
Mf |
Mg |
Mh |
Mi |
Mj |
Mk |
Ml |
Mm |
Mn |
Mo |
Mp |
Mq |
Mr |
Ms |
Mt |
Mu |
Mv |
Mw |
Mx |
My |
Mz
 
Mia |
Mib |
Mic |
Mid |
Mie |
Mif |
Mig |
Mih–Mik |
Mil |
Mim |
Min |
Mio |
Mip |
Miq |
Mir |
Mis |
Mit |
Miu |
Miv |
Miw |
Mix |
Miy |
Miz
Die Liste der Biografien führt alle Personen auf, die in der deutschsprachigen Wikipedia einen Artikel haben. Dieses ist eine Teilliste mit 153 Einträgen von Personen, deren Namen mit den Buchstaben „Mig“ beginnt.

## Mig

### Miga
- Migalski, Marek (* 1969), polnischer Politologe und Politiker; MdEP
- Migara, Malik (* 1989), sri-lankischer Fußballspieler
- Migaš, Jozef (* 1954), slowakischer Politiker, Mitglied des Nationalrats
- Migaud, Didier (* 1952), französischer Politiker und Jurist, Mitglied der Nationalversammlung und Justizminister
- Migault, François (1944–2012), französischer Automobilrennfahrer
- Migazzi, Christoph Anton von (1714–1803), katholischer Erzbischof der Erzdiözese Wien und Kardinal
- Migazzi, Vilmos (1830–1896), ungarischer Politiker, Obergespan und Großgrundbesitzer

### Migc
- Migchelsen, Liesbeth (1971–2020), niederländische Fußballspielerin und -trainerin

### Migd
- Migdal, Alexander Arkadjewitsch (* 1945), russisch-US-amerikanischer Physiker
- Migdal, André (1924–2007), französischer Widerstandskämpfer, Deportierter, KZ-Häftling, Zwangsarbeiter, Autor und Dichter
- Migdal, Arkadi Beinussowitsch (1911–1991), sowjetischer Physiker
- Migdal, Gerd (* 1944), deutscher Badmintonspieler
- Migdal, Liv (* 1988), deutsche Violinistin
- Migdal, Marian (1948–2015), deutscher Pianist und Hochschullehrer
- Migden, Carole (* 1948), US-amerikanische Politikerin

### Mige
- Migels, Karsten (* 1964), deutscher SportjournalistKarsten Migels (* 1964)

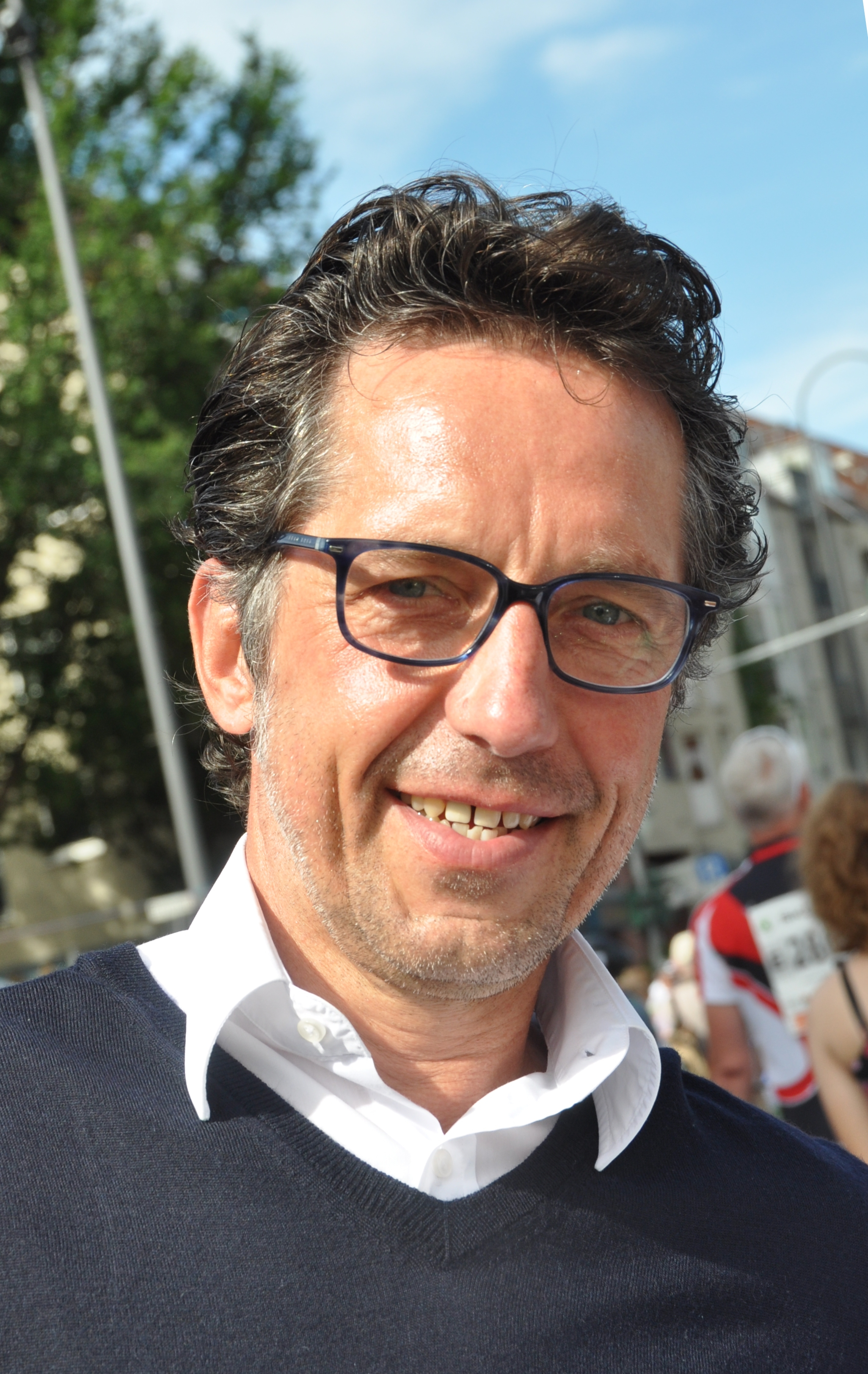
Karsten Migels (* 1964)

- Migenda, Jakob (* 1994), deutscher Politiker (Die Linke)
- Migendt, Johann Peter (1703–1767), deutscher Orgelbauer in Berlin
- Migenes, Julia (* 1943), US-amerikanische Opernsängerin (Sopran) und Schauspielerin
- Migeod, Heinz-Georg Wilhelm (1918–2010), deutscher Offizier, Historiker, Orientalist, Autor und Kaufmann
- Migeon, Gérard (* 1947), französischer Fußballspieler
- Migeon, Jean-Baptiste (1768–1845), französischer Unternehmer und Politiker
- Migeot, Jules (1898–1986), belgischer Hürdenläufer und Sprinter
- Migeot, Martin (1897–1967), deutscher Politiker (FDP), MdL
- Migeot, René (1881–1934), französischer Autorennfahrer
- Migerka, Franz (1828–1915), österreichischer Gewerbefachmann
- Migerka, Helene (1867–1928), österreichische Schriftstellern und Frauenrechtlerin
- Migerka, Katharina (1844–1922), österreichische Schriftstellerin und Soziologin
- Migette, August (1802–1884), deutsch-französischer Geschichts-, Landschafts- und Trachtenmaler Lothringens, Bühnenbildner und Kunstlehrer

### Migg
- Migge, Björn (* 1963), deutscher Arzt und Autor
- Migge, Lars (* 2004), Schweizer Volleyballspieler
- Migge, Leberecht (1881–1935), deutscher Gartenarchitekt und Gartenautor
- Migge, Stefan (* 1982), deutscher Schauspieler
- Migge, Thomas (* 1960), deutscher Journalist und Autor
- Miggelbrink, Ralf (* 1959), deutscher Theologe und Hochschullehrer, Professor für systematische Theologie
- Miggy (1961–2012), niederländische Sängerin

### Migh
- Mighten, Alex (* 2002), englischer Fußballspieler
- Mighty Mo (* 1970), samoanischer Kickboxer, Boxer und MMA-KämpferMighty Mo (* 1970)

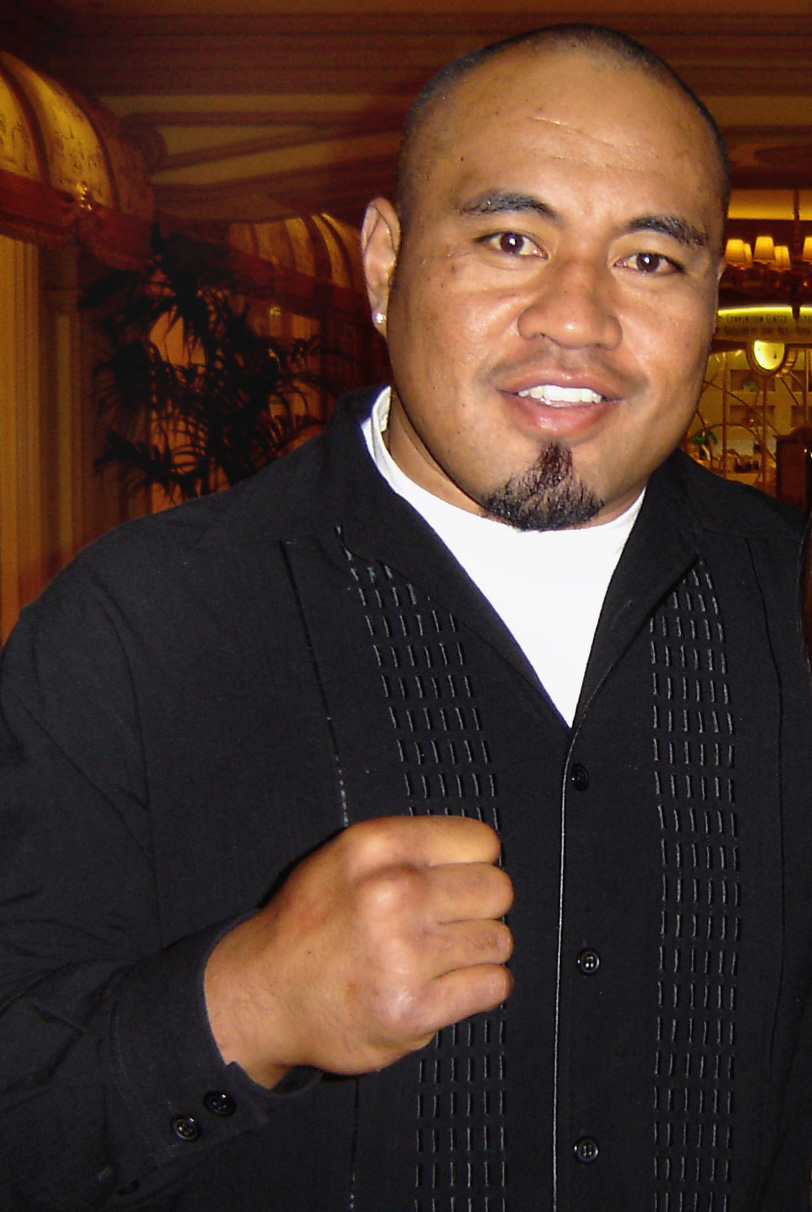
Mighty Mo (* 1970)

### Migi
- Migiakis, Stylianos (* 1952), griechischer Ringer
- Migiani, Armand (1919–2008), französischer Jazz- und Unterhaltungsmusiker und Filmkomponist
- Migiro, Asha-Rose (* 1956), tansanische Juristin und Politikerin
- Mığıryan, Mığır (1882–1969), osmanischer olympischer Athlet
- Migishi, Kōtarō (1903–1934), japanischer Maler
- Migishi, Setsuko (1905–1999), japanische Malerin
- Migita, Asa (1871–1898), japanische Augenärztin

### Migj
- Migjeni (1911–1938), albanischer Dichter

### Migl
- Miglar, Astrid (* 1970), österreichische Schriftstellerin
- Miglau, Margarita Alexandrowna (1926–2013), russische Opernsängerin (Sopran)
- Migliacci, Franco (1930–2023), italienischer Liedtexter, Musikproduzent und Schauspieler
- Migliaccio, Giulio (* 1981), italienischer Fußballspieler
- Migliaccio, Lucia (1770–1826), zweite, morganatische Ehefrau von König Ferdinand I. von Neapel-Sizilien
- Migliara, Giovanni (1785–1837), italienischer Architektur- und Historienmaler
- Migliari, Armando (1887–1976), italienischer Schauspieler
- Migliavacca, Andrea (* 1967), italienischer Geistlicher und römisch-katholischer Bischof von Arezzo-Cortona-Sansepolcro
- Migliavacca, Giovanni Ambrogio, italienischer Librettist
- Migliazza, Angela (* 1984), deutsche Fußballspielerin
- Miglietta, Guglielmo (* 1961), italienischer GeneralGuglielmo Miglietta (* 1961)

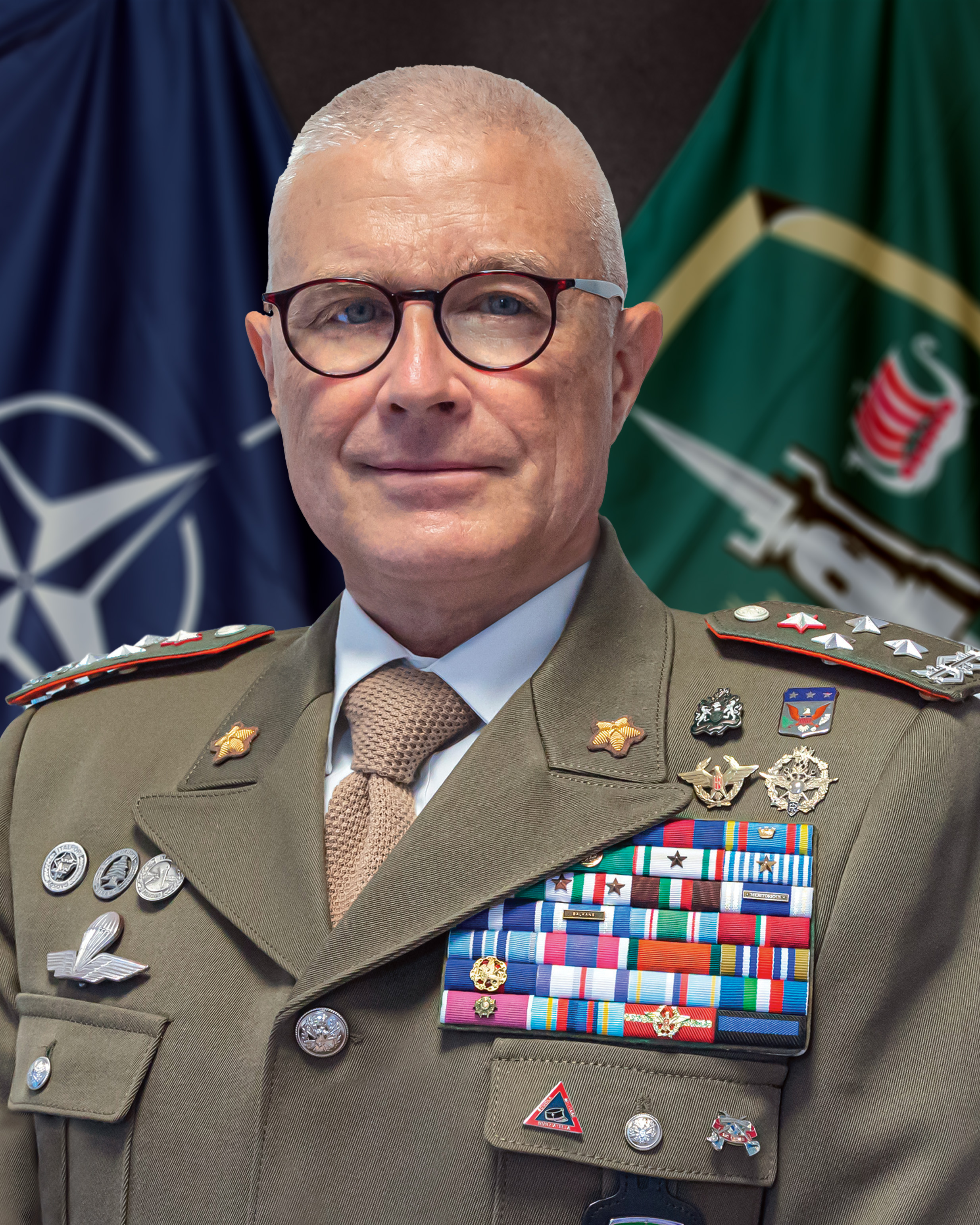
Guglielmo Miglietta (* 1961)

- Miglinieks, Igors (* 1964), sowjet-lettischer Basketballtrainer und -spieler
- Miglio, Arrigo (* 1942), italienischer Geistlicher, emeritierter römisch-katholischer Erzbischof von Cagliari
- Miglio, Gianfranco (1918–2001), italienischer Jurist, Politikwissenschaftler und Politiker
- Migliónico, Eduardo (* 1958), uruguayischer Schauspieler
- Migliónico, Leonardo (* 1980), uruguayischer Fußballspieler
- Migliorança, Reginaldo (* 1962), brasilianischer Zahnarzt
- Miglioranzi, Stefani (* 1977), brasilianischer Fußballspieler
- Migliorati, Giovanni († 1410), Kardinal der katholischen Kirche
- Migliorati, Giovanni (1942–2016), italienischer Ordensgeistlicher, Apostolischer Vikar von Awasa
- Migliorati, Giovanni Antonio (1825–1898), italienischer Diplomat und Politiker, Gesandter in Dänemark, Bolivien, Chile, Ecuador, Peru, Bayern sowie Griechenland und Senator
- Migliore, Antonino (* 1946), italienischer Geistlicher, römisch-katholischer Bischof von Coxim
- Migliore, Celestino (* 1952), italienischer Geistlicher, römisch-katholischer Erzbischof und Diplomat
- Migliore, Pablo (* 1982), argentinischer Fußballspieler
- Migliori, Francesco, italienischer Maler
- Migliori, Jay (1930–2001), US-amerikanischer Jazz- und Studiomusiker (Tenor- und Baritonsaxophon, Klarinette, Flöte)
- Migliorini, Andrea (* 1988), italienischer Fußballspieler
- Migliorini, Bruno (1896–1975), italienischer Sprachwissenschaftler, Romanist, Italianist und Esperantist
- Migliorini, Luca (* 1961), italienischer Mathematiker
- Migliosi, Daniel (* 2004), luxemburgischer Jazzmusiker (Trompete, Komposition)
- Miglitz, Eduard (1866–1929), österreichischer Mediziner
- Migliucci, Beniamino (* 1955), italienischer Rechtsanwalt und Politiker
- Miglus, Peter A. (* 1954), vorderasiatischer Archäologe

### Mign
- Mignan, Édouard (1884–1969), französischer Organist und Komponist
- Mignanelli, Fabio (1496–1557), italienischer Kardinal der Katholischen Kirche
- Mignard, Laurent (* 1965), französischer Jazzmusiker (Trompete, Komposition) und Bigband-Leiter
- Mignard, Nicolas (1606–1668), französischer Barockmaler und Graveur
- Mignard, Pierre (1612–1695), französischer MalerPierre Mignard (1612–1695)

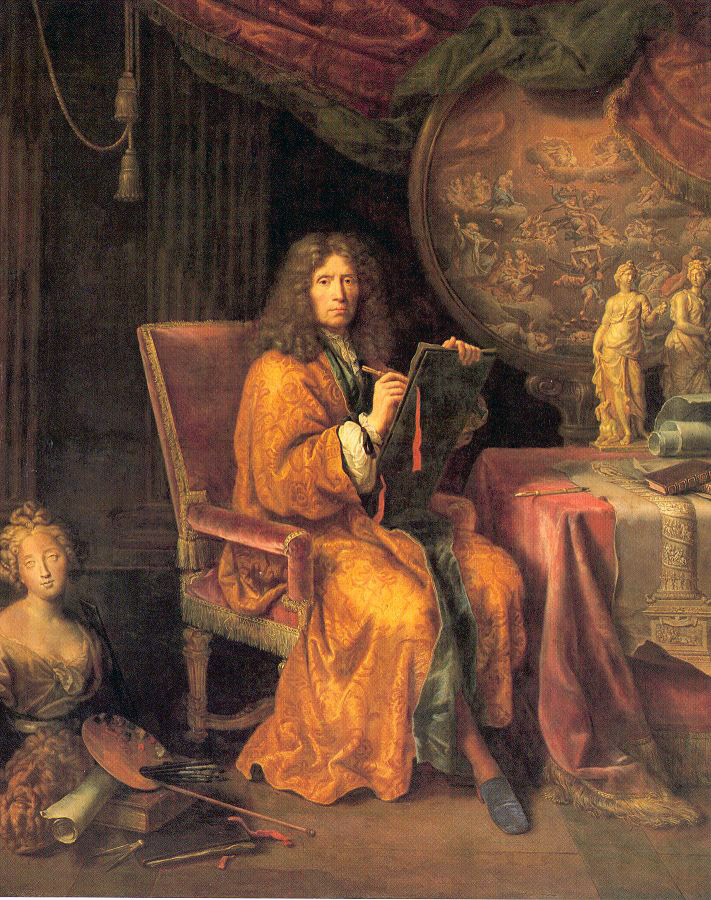
Pierre Mignard (1612–1695)

- Mignault, Pierre-Basile (1854–1945), kanadischer Jurist
- Migne, Jacques-Paul (1800–1875), französischer Priester, Schöpfer der Patrologia Graeca und Latina
- Migneault, Daniel (* 1978), kanadischer Snowboarder
- Migneco, Friederike (* 1963), deutsch-italienische Lyrikerin und Essayistin
- Mignemi, Giulia (* 1999), italienische Ruderin
- Mignerey, Anne-Laure (* 1973), französische Skilangläuferin und Biathletin
- Mignet, François-Auguste (1796–1884), französischer Historiker
- Mignet, Henri (1893–1965), französischer Flugzeugkonstrukteur und Pilot
- Migno, Andrea (* 1996), italienischer Motorradrennfahrer
- Mignola, Mike (* 1960), US-amerikanischer Comicautor und -zeichner
- Mignolet, Simon (* 1988), belgischer FußballtorhüterSimon Mignolet (* 1988)

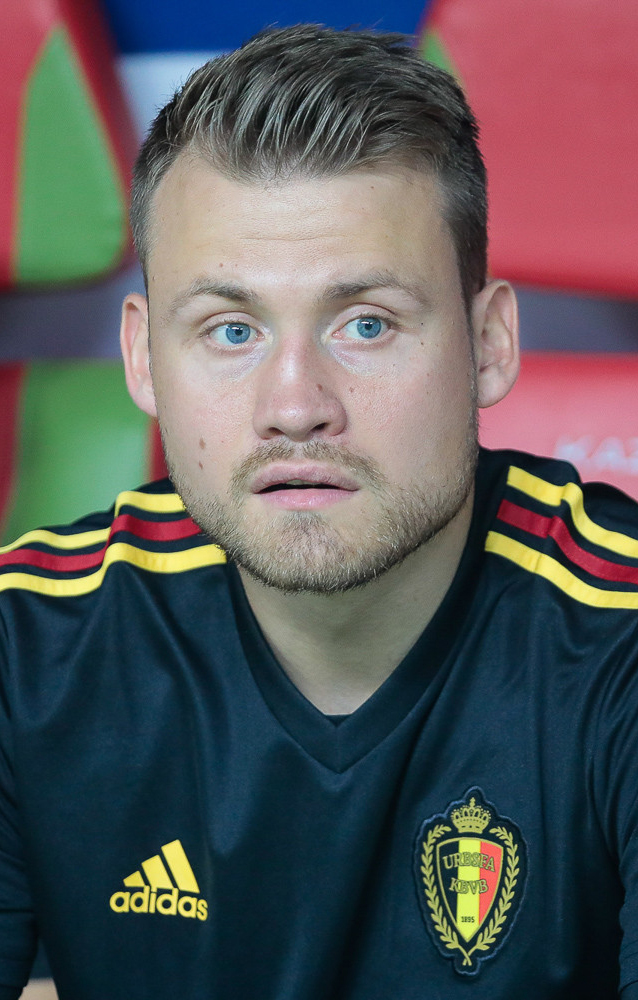
Simon Mignolet (* 1988)

- Mignolo, Walter D. (* 1941), argentinischer Literaturwissenschaftler
- Mignon, Abraham (1640–1679), deutsch-niederländischer Maler
- Mignon, Clément (* 1993), französischer Schwimmer
- Mignon, Clément (* 1999), französischer Triathlet
- Mignon, Herman (* 1951), belgischer Mittelstreckenläufer
- Mignon, Jean-Claude (* 1950), französischer Politiker (UMP), Mitglied der Nationalversammlung
- Mignon, Maurice (1882–1962), französischer Romanist und Italianist
- Mignon, Wily (1986–2025), beninischer Musiker
- Mignone, Emilio (1922–1998), argentinischer Anwalt
- Mignone, Francisco (1897–1986), brasilianischer Komponist
- Mignone, Totò (1906–1993), italienischer Schauspieler und Tänzer
- Mignoni, Agostinho (* 1919), brasilianischer Politiker
- Mignot, Aimé (1932–2022), französischer Fußballspieler und -trainer
- Mignot, Charline (* 1995), Schweizer SängerinCharline Mignot (* 1995)

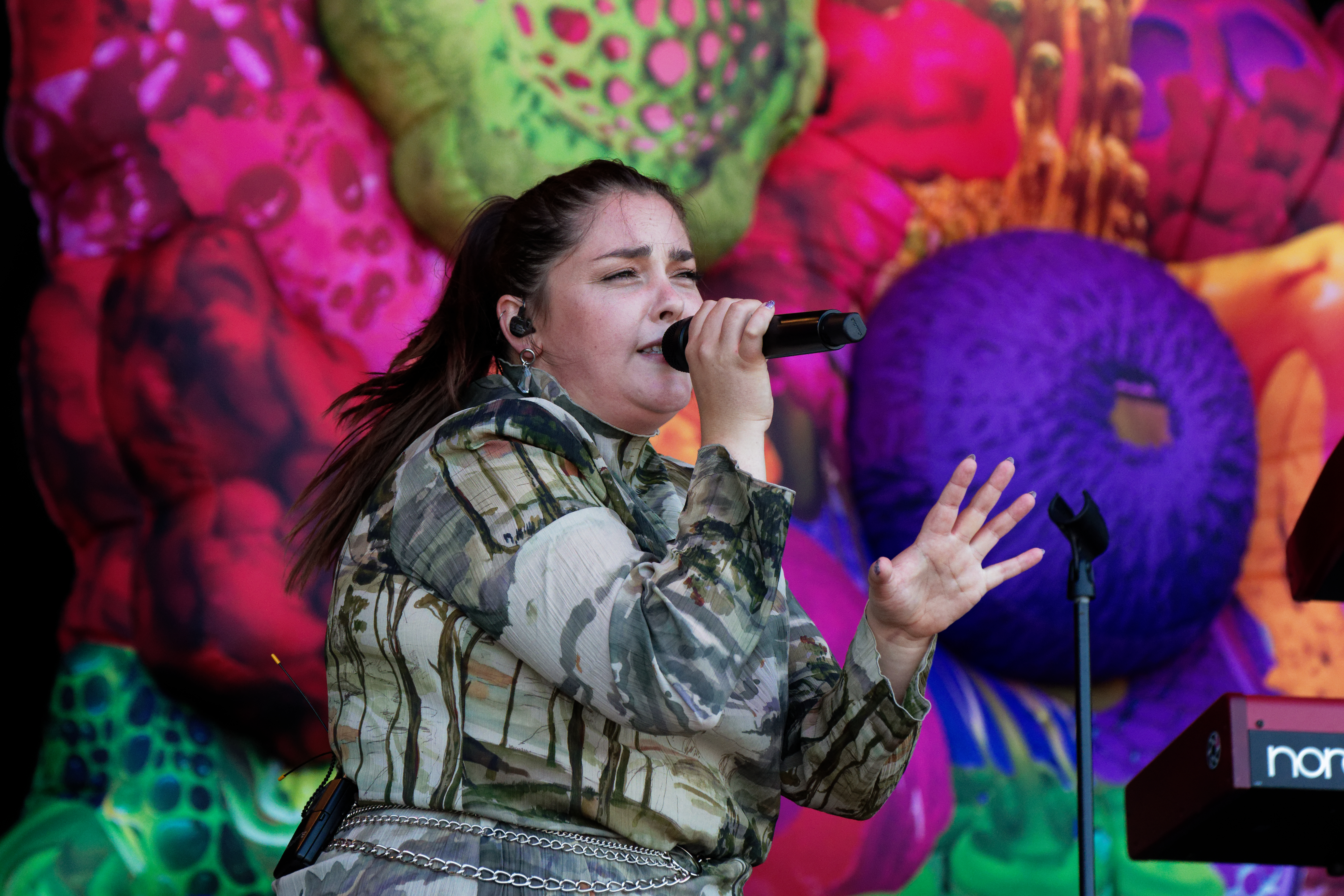
Charline Mignot (* 1995)

- Mignot, Emmanuel (* 1959), französischer Mediziner und Professor an der Stanford University in den Vereinigten Staaten
- Mignot, Eudoxe-Irénée (1842–1918), französischer römisch-katholischer Geistlicher, Bischof und Erzbischof
- Mignot, Jean-Pascal (* 1981), französischer Fußballspieler
- Mignot, Marcel (* 1944), französischer Autorennfahrer
- Mignot, Pierre (* 1944), kanadischer Kameramann
- Mignucci, Mario (1937–2004), italienischer Philosophiehistoriker
- Mignucci, Stefano (* 1965), italienischer Dokumentarfilmer und Filmregisseur

### Migo
- Migone Repetto, Luis Alberto (* 1959), chilenischer römisch-katholischer Geistlicher, Weihbischof in Santiago de Chile
- Migone, Giuseppe (1875–1951), italienischer Geistlicher, Kurienerzbischof der römisch-katholischen Kirche
- Migoret-Lamberdière, François (1727–1794), französischer Priester, Seliger der römisch-katholischen Kirche
- Migot, Georges (1891–1976), französischer Komponist, Maler und Dichter
- Migotsch, Hans (1893–1978), deutscher Betriebsratsvorsitzender und Werkdirektor

### Migr
- Migranjan, Andranik (* 1949), russischer Politikwissenschaftler

### Migs
- Migs, Miguel (* 1972), US-amerikanischer Deep-House-DJ und Musikproduzent
- Migsch, Alfred (1901–1975), österreichischer Politiker (SPÖ), Abgeordneter zum Nationalrat

### Migu
- Miguel (* 1985), US-amerikanischer R&B-Sänger und Songwriter
- Miguel da Paz (1498–1500), Kronprinz von Portugal, Kastilien und Aragonien
- Miguel, Antonio (* 1982), spanischer Bahn- und Straßenradrennfahrer
- Miguel, Aurélio (* 1964), brasilianischer Judoka und Kommunalpolitiker
- Miguel, Girlyn (* 1948), Pädagogin und Politikerin in St. Vincent und den Grenadinen
- Miguel, Hugo (* 1977), portugiesischer Fußballschiedsrichter
- Miguel, João Garcia (* 1961), portugiesischer Theaterdirektor, Bühnenautor und Schauspieler
- Miguel, José (* 1969), argentinischer Fußballspieler
- Miguel, Lino (1936–2022), portugiesischer Politiker und General
- Miguel, Luis (* 1970), mexikanischer SängerLuis Miguel (* 1970)

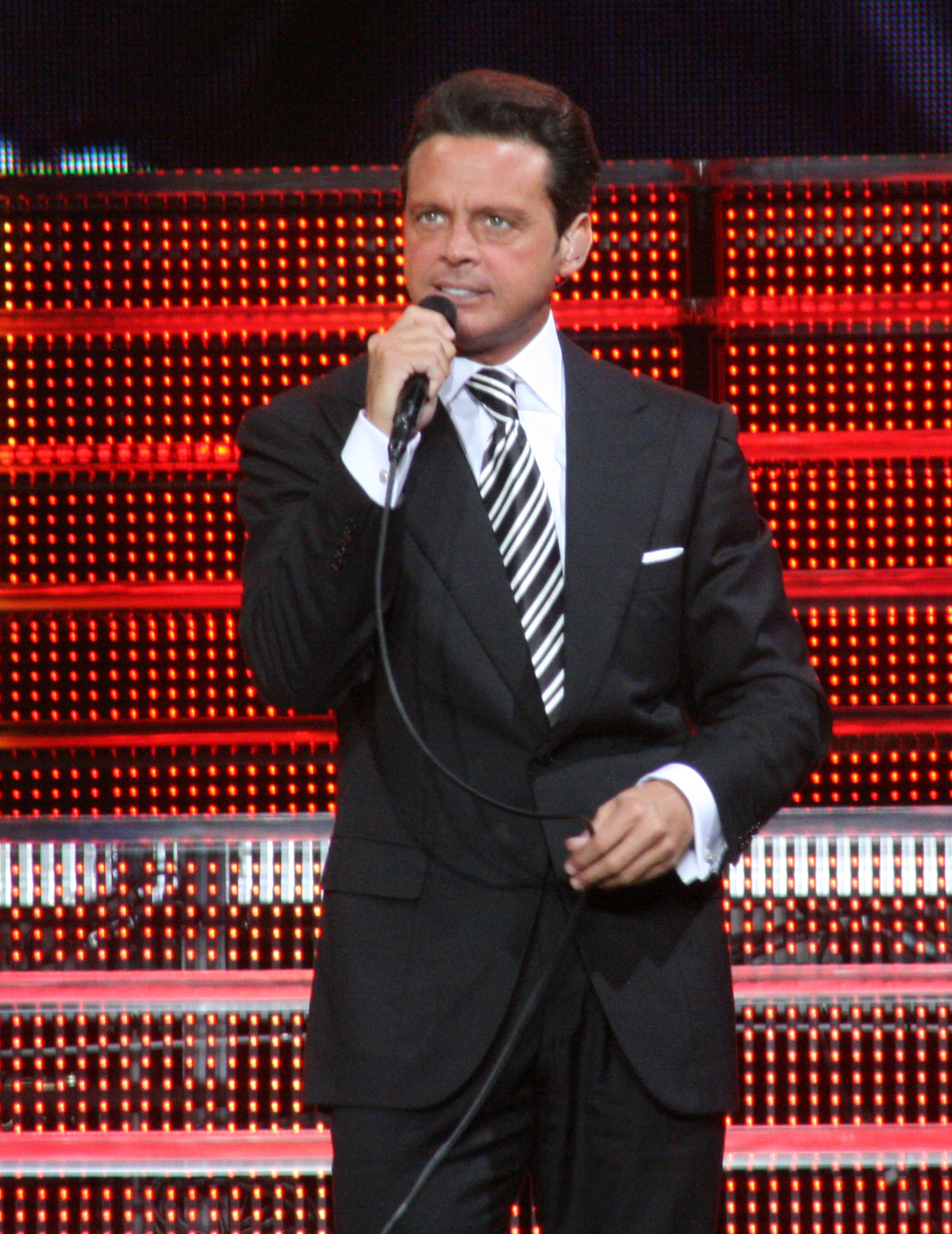
Luis Miguel (* 1970)

- Miguel, Marcelo (* 1975), brasilianischer Fußballspieler
- Miguel, María Esther de (1929–2003), argentinische Feuilletonistin und Schriftstellerin
- Miguel, Rafael (1996–2019), brasilianischer Fernsehschauspieler
- Miguel, Sei (* 1961), portugiesischer Jazzmusiker und Komponist
- Migueles, Damián (* 1983), argentinischer Handballspieler
- Miguélez, Marina (* 1987), spanische Tänzerin
- Miguélez, Rosa (* 1953), spanische Politikerin (PSOE), MdEP
- Miguens Diehl, Carlos Guillermo (* 1893), argentinischer Diplomat
- Miguet, Nicolas (* 1961), französischer Journalist, Politiker und Publizist
- Míguez, Celso (* 1983), spanischer Rennfahrer
- Míguez, Enrique (* 1966), spanischer Kanute
- Miguez, Leopoldo (1850–1902), brasilianischer Komponist
- Míguez, Óscar Omar (1927–2006), uruguayischer Fußballspieler
- Míguez, Pablo (* 1987), uruguayischer Fußballspieler
- Migula, Walter (1863–1938), deutscher Botaniker
- Migunow, Dmitri Andrejewitsch (* 1992), russischer Shorttracker
- Migunow, Pjotr Wiktorowitsch (* 1974), russischer Opernsänger (Bass)
- Migunowa, Jelena Sergejewna (* 1984), russische Leichtathletin

### Migy
- Migy, Paul (1814–1879), Schweizer Politiker